# Даниил Константинов
Даниил Илич Константинов (на руски: Даниил Ильич Константинов) e руски политически и опозиционен деец, юрист и правозащитник. Лидер на гражданско движение „Лига за отбрана на Москва“. Член на заседанията на комисиите „За честни избори“. Бивш активист на движение „Народ“, лидер на движение „Промяна“, член на партия Справедлива Русия. От 2012 година е член на Координационния съвет на руската опозиция.

## Биография
Даниил Константинов е роден на 5 февруари 1984 година в Санкт Петербург. През 2001 година постъпва в Юридическия факултет на Руския държавен социален университет. През 2006 година записва аспирантура. През 2008 година се присъединява към национално-демократично движение „Народ“. През пролетта на 2011 година взема участие в кампанията „Да се прекрати изхранването на Кавказ!“. През август 2011 година се присъединява към национално-демократическа организация „Руски граждански съюз“. През есента на 2011 година, заедно със свои колеги създава организацията „Лига за отбрана на Москва“.
На 4 октомври 2011 година е организатор и активен участник в Руски марш. Включва се активно във всички дейности „За честни избори“, както и в Гражданския съвет.